# عبر الظلام (مسلسل)
عبر الظلام (بالكورية: 악의 마음을 읽는 자들) هو مسلسل تلفزيوني كوري جنوبي صدر سنة 2022، من بطولة كيم نام جيل، جين سيون كيو، كيم سو جين. وهو مبني على الكتاب الغير خيالي لعام 2018، والذي يحمل نفس العنوان الذي شارك في كتابته أول محلل سلوك إجرامي كوري «كوون إيل يونغ» و«كو نام مو» الصحفي الذي أصبح مؤلف، الكتاب مبني على أحداث واقعية حدثت خلال مسيرة كوون المهنية. عُرض على قناة إس بي إس تي في كل يومي جمعة وسبت من 14 يناير إلى 12 مارس  2022.

## القصة
تدور أحداث المسلسل في الأيام الأولى لتطبيق تحليل السلوك الإجرامي في جهاز إنفاذ القانون في كوريا الجنوبية، ويروي قصة أول محلل نفسي إجرامي يحاول فهم أنماط سلوك القتلة المتسلسلين، بينما يسعى لأن يُثبت للمجتمع أن تحليل السلوك الإجرامي هو مستقبل التحقيقات الجنائية.

## طاقم التمثيل

### طاقم رئيسي
- كيم نام جيل في دور سونغ ها-يونغ، محلل فريق تحليل السلوك الإجرامي في قسم التحقيقات العلمية بوكالة شرطة العاصمة سيئول (SMPA).[2]
- جين سيون كيو في دور جوك يونغ-سو، قائد فريق تحليل السلوك الإجرامي.[2]
- كيم سو-جين في دور يون تاي-جوو، رئيسة فريق وحدة التحقيق المتنقلة في SMPA.[6]

### أدوار داعمة
- كيم وون هاي في هيو جيل بيو، رئيس العام لوحدة التحقيق المتنقلة SMPA.[8]

- جونغ مان سيك.[9]

## الانتاج
المسلسل من تخطيط وانتاج من قبل شركة إس بي إس التابعة «استوديو إس» ، كما أستثمرت منصة "Wavve" المحلية في المسلسل، واخراجه من قبل بارك بو رام الذي عمل كمخرج مساعد في سلسلة بنتهاوس بالموسم الاول، ومن كتابة سيول يي نا وهو أول مشروع لها.

## الإطلاق
أعلن في البداية عن احتمال بث المسلسل في أكتوبر 2021. ولكن في نهاية قرر عرض المسلسل في يناير عام 2022.

## المشاهدات
| الموسم | الموسم | رقم الحلقة | رقم الحلقة | رقم الحلقة | رقم الحلقة | رقم الحلقة | رقم الحلقة | رقم الحلقة | رقم الحلقة | رقم الحلقة | رقم الحلقة | رقم الحلقة | رقم الحلقة | المتوسط |
| الموسم | الموسم | 1          | 2          | 3          | 4          | 5          | 6          | 7          | 8          | 9          | 10         | 11         | 12         | المتوسط |
| ------ | ------ | ---------- | ---------- | ---------- | ---------- | ---------- | ---------- | ---------- | ---------- | ---------- | ---------- | ---------- | ---------- | ------- |
|        | 1      | 1.210      | 1.398      | 1.533      | 1.726      | 1.442      | 1.388      | 1.508      | 1.056      | 1.610      | 1.251      | 1.411      | 1.426      | 1.413   |

وفقا لنيلسن كوريا، حققت الحلقة الرابعة متوسط تقييم بنسبة 8.2% بحوالي 1.7 مليون مشاهدة. 
| Ep.    | تاريخ البث الأصلي | متوسط حصة الجمهور   | متوسط حصة الجمهور   | متوسط حصة الجمهور |
| Ep.    | تاريخ البث الأصلي | تقييمات AGB Nielsen | تقييمات AGB Nielsen | تقييمات TNmS      |
| Ep.    | تاريخ البث الأصلي | على الصعيد الوطني   | سيئول               | على الصعيد الوطني |
| ------ | ----------------- | ------------------- | ------------------- | ----------------- |
| 1      | 14 يناير 2022     | 6.2%                | 6.4%                | 5.2%              |
| 2      | 15 يناير 2022     | 7.5%                | 8.1%                | 5.2%              |
| 3      | 21 يناير 2022     | 7.9%                | 8.6%                | 5.6%              |
| 4      | 22 يناير 2022     | 8.2%                | 8.6%                | 6.2%              |
| 5      | 28 يناير 2022     | 7.5%                | 8.6%                | 6.0%              |
| 6      | 29 يناير 2022     | 6.9%                | 7.8%                | 5.1%              |
| 7      | 25 فبراير 2022    | 7.4%                | 8.0%                | 6.6%              |
| 8      | 26 فبراير 2022    | 5.0%                | 5.1%                | 4.9%              |
| 9      | 4 مارس 2022       | 8.3%                | 8.9%                | 6.8%              |
| 10     | 5 مارس 2022       | 6.2%                | 6.0%                | 4.6%              |
| 11     | 11 مارس 2022      | 7.3%                | 7.9%                | 6.3%              |
| 12     | 12 مارس 2022      | 7.0%                | 7.6%                | 5.9%              |
| المعدل | المعدل            | 7.10%               | 7.67%               | 5.70%             |

## وصلات خارجية
- الموقع الرسمي
 (بالكورية)
- عبر الظلام على موقع IMDb (الإنجليزية)
- عبر الظلام على موقع نتفليكس (الإنجليزية)
- عبر الظلام على موقع كينوبويسك (الروسية)
- عبر الظلام على موقع قاعدة بيانات الفيلم (الإنجليزية)
- عبر الظلام  في قاعدة بيانات الأفلام على الإنترنت (بالإنجليزية)
- عبر الظلام على هانسينما